# Notopus
Notopus is een geslacht van kreeftachtigen uit de klasse van de Malacostraca (hogere kreeftachtigen).

## Soort
- Notopus dorsipes (Linnaeus, 1758)